# ウィニペグ美術館
ウィニペグ美術館（ウィニペグびじゅつかん、Winnipeg Art Gallery、略称：WAG）はマニトバ州ウィニペグにある美術館である。

## 沿革
1912年創設の公立美術館。カナダ西部では最も古く、カナダ全体では6番目に古い。

## コレクション
所蔵作品は約24,000点で、16世紀のフランドルのタペストリーから21世紀のビデオ・アートまで幅広いが、特にカナディアン・アートが充実している。また、近代のイヌイット・アートの規模は世界一である。

### 主なコレクション

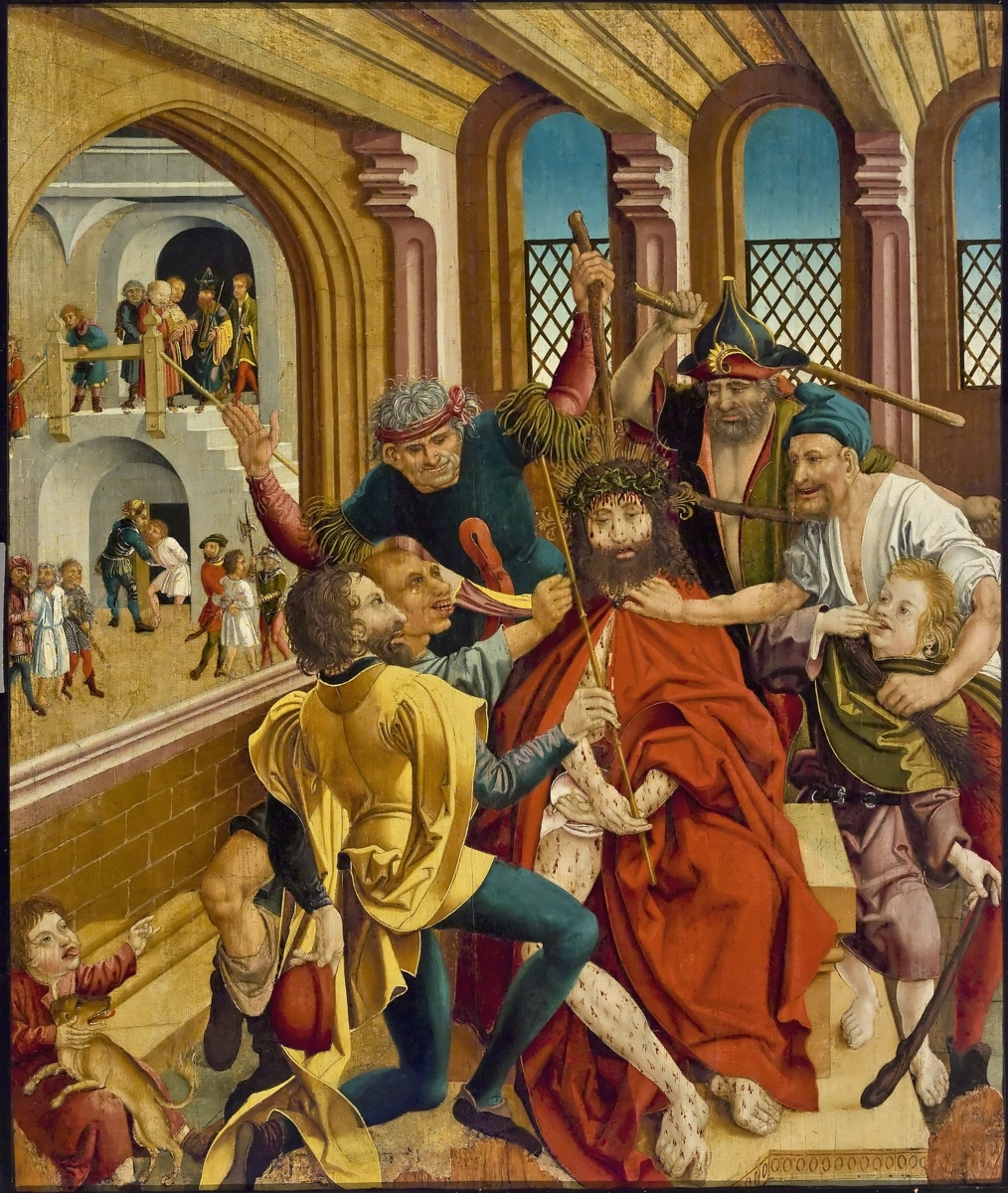
Woifgang Katzheimer La moquerie du Christ'(C.1500)
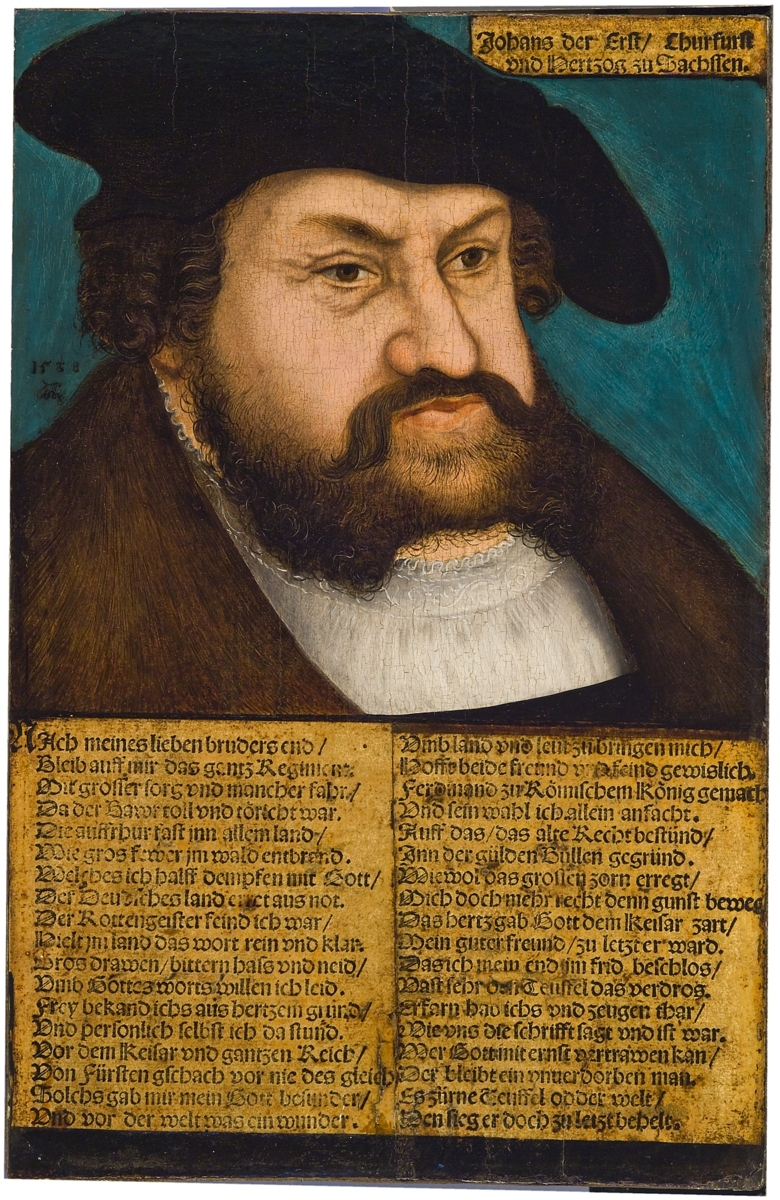
ルーカス・クラナッハ Portrait de Jean Ier de Saxe (1533)
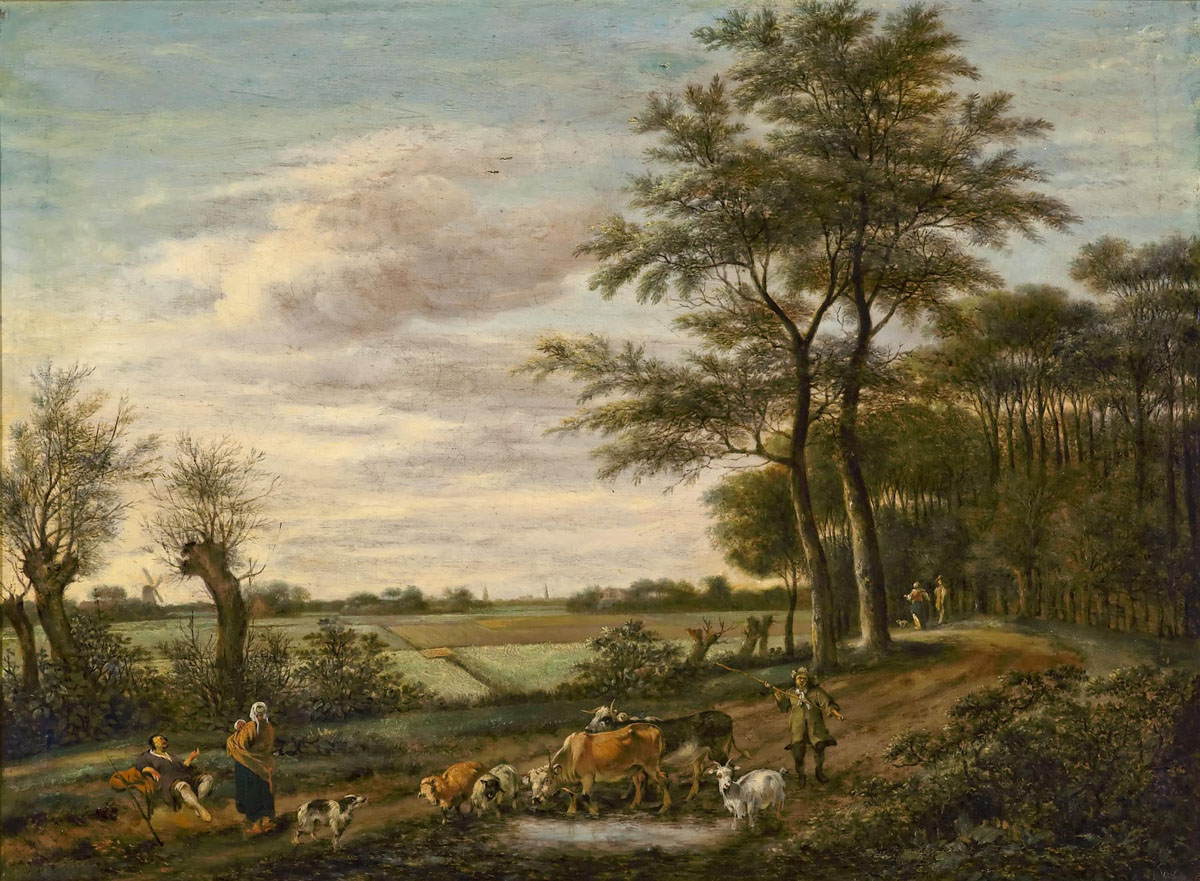
ピーテル・ファン・アッシュ Pastorale,(c.1640)
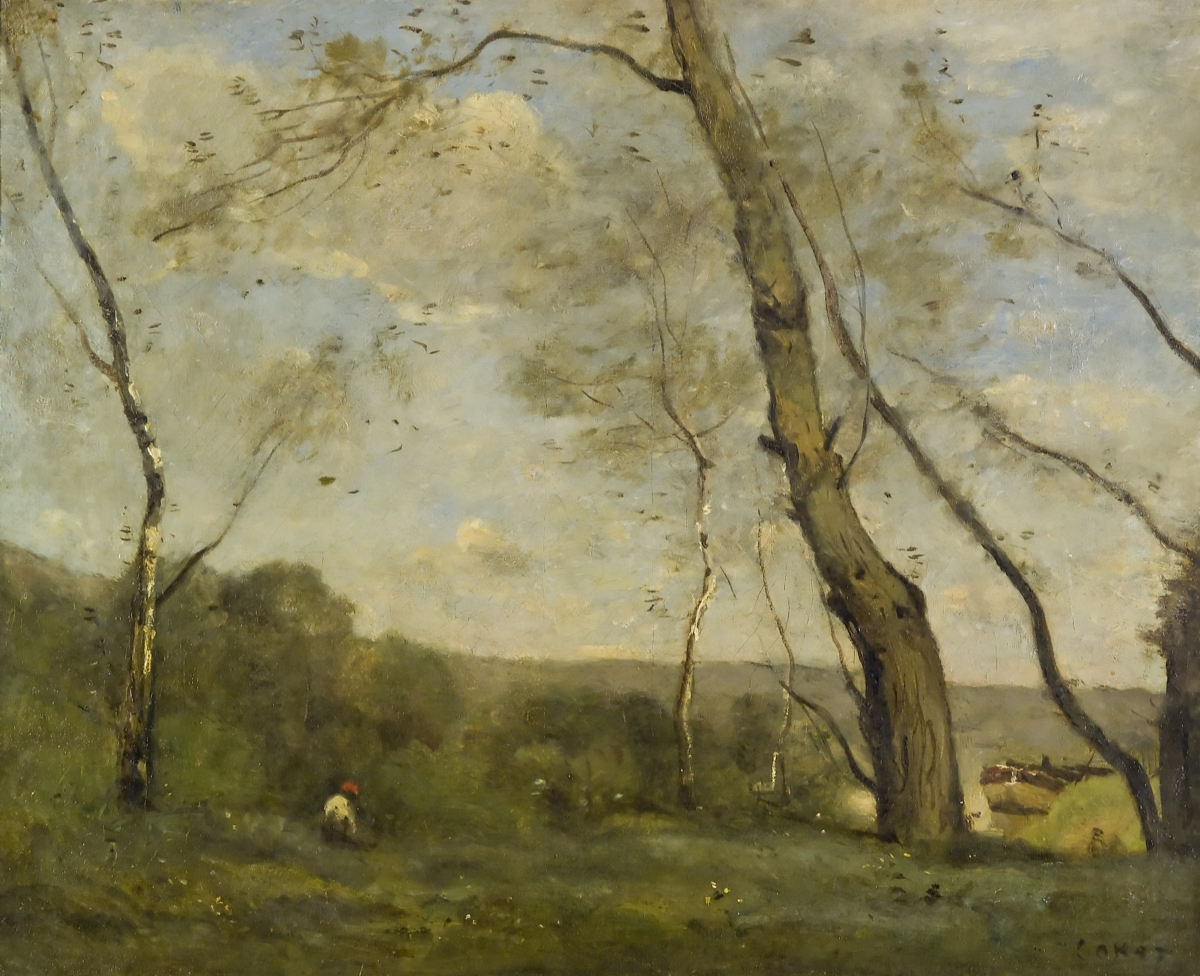
カミーユ・コロー Grands arbres dominant la berge d'une rivière, 1855.
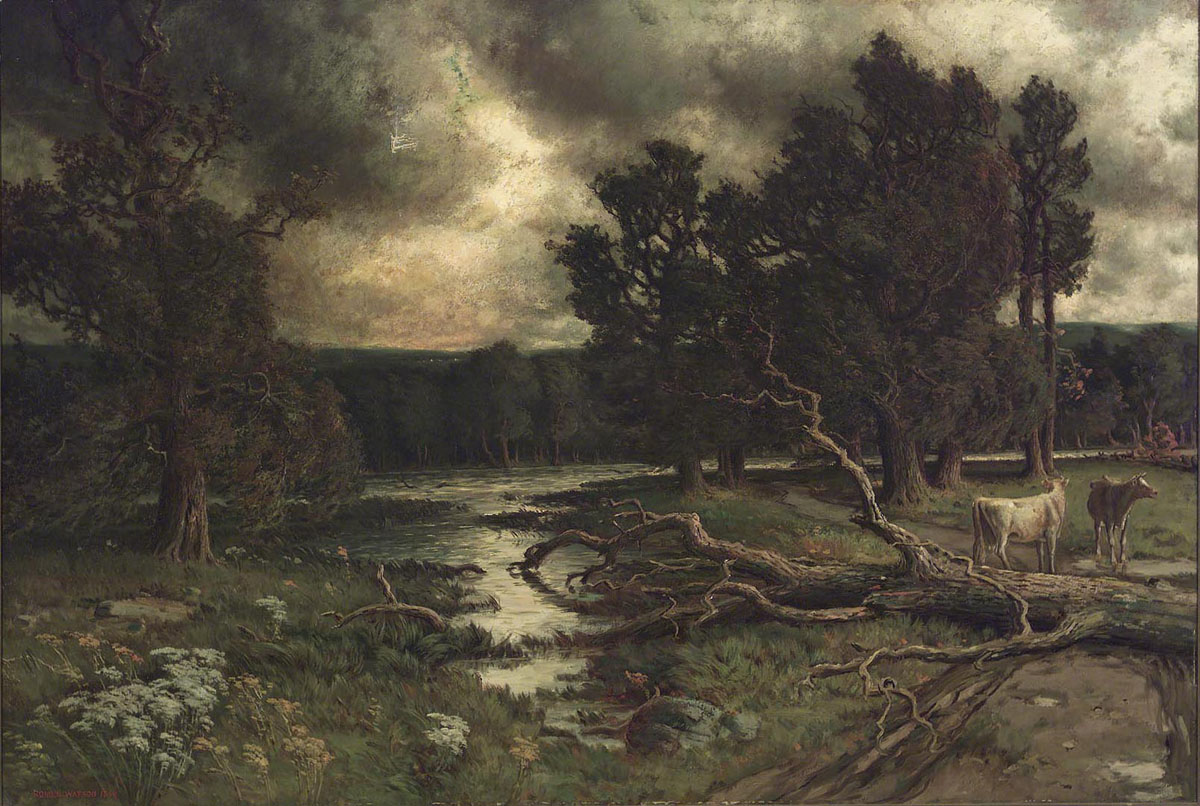
ホーマー・ワトソン 「嵐の日の終わりまじか」(1884)
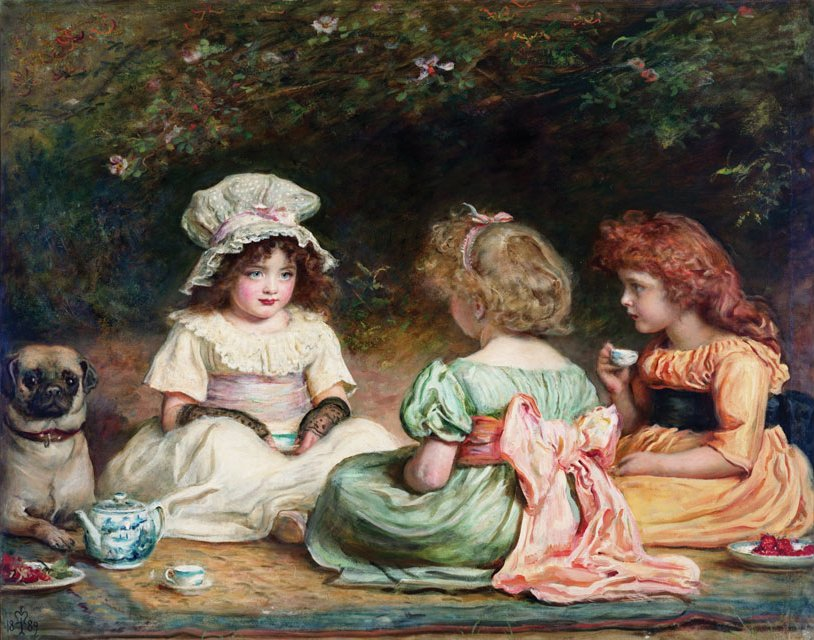
ジョン・エヴァレット・ミレー Afternoon Tea (The Gossips)(1889)
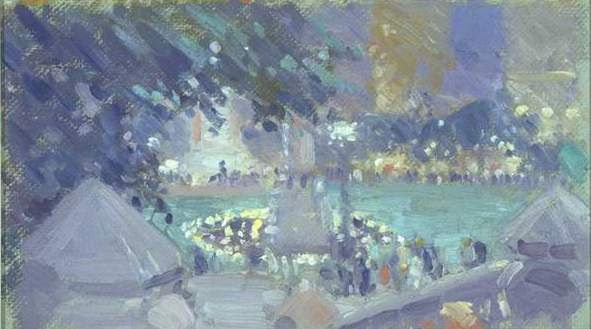
モーリス・カレン Quai Beaupré - L. Canada(1898)
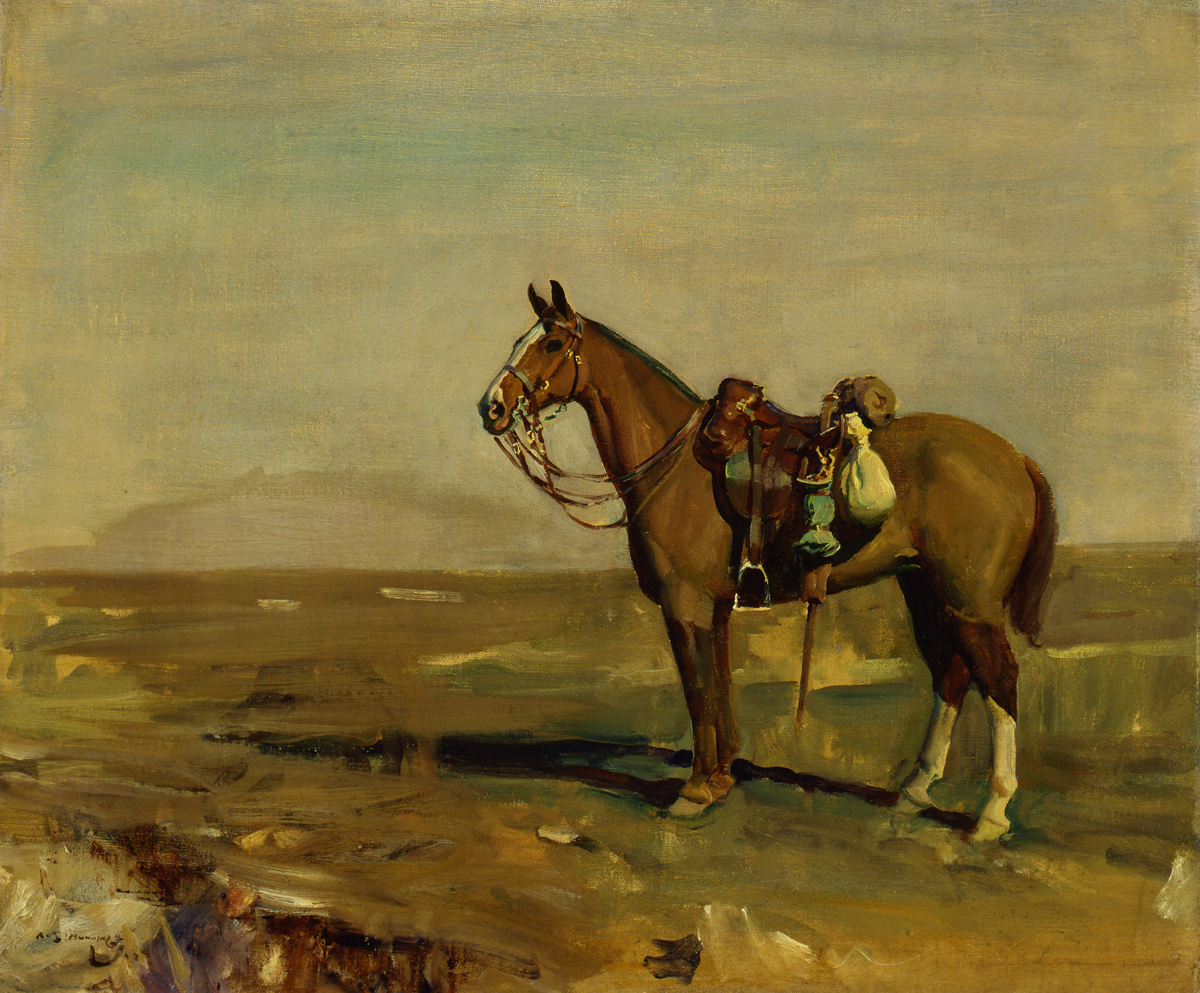
アルフレッド・マニングス 「パターソン准将の牝馬、ペギー」(19世紀末)
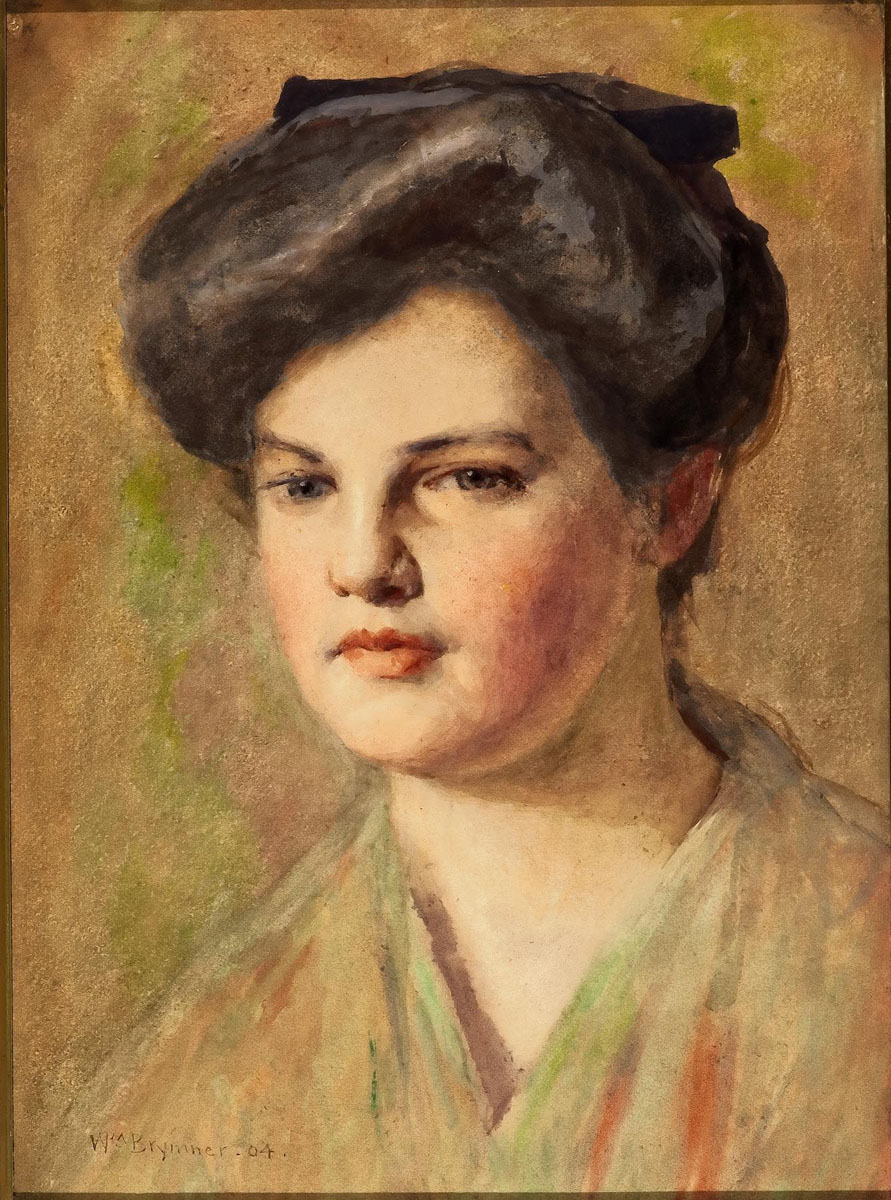
ウィリアム・ブリムナー Portrait d'une jeune fille (1904)